# Elie Rosen

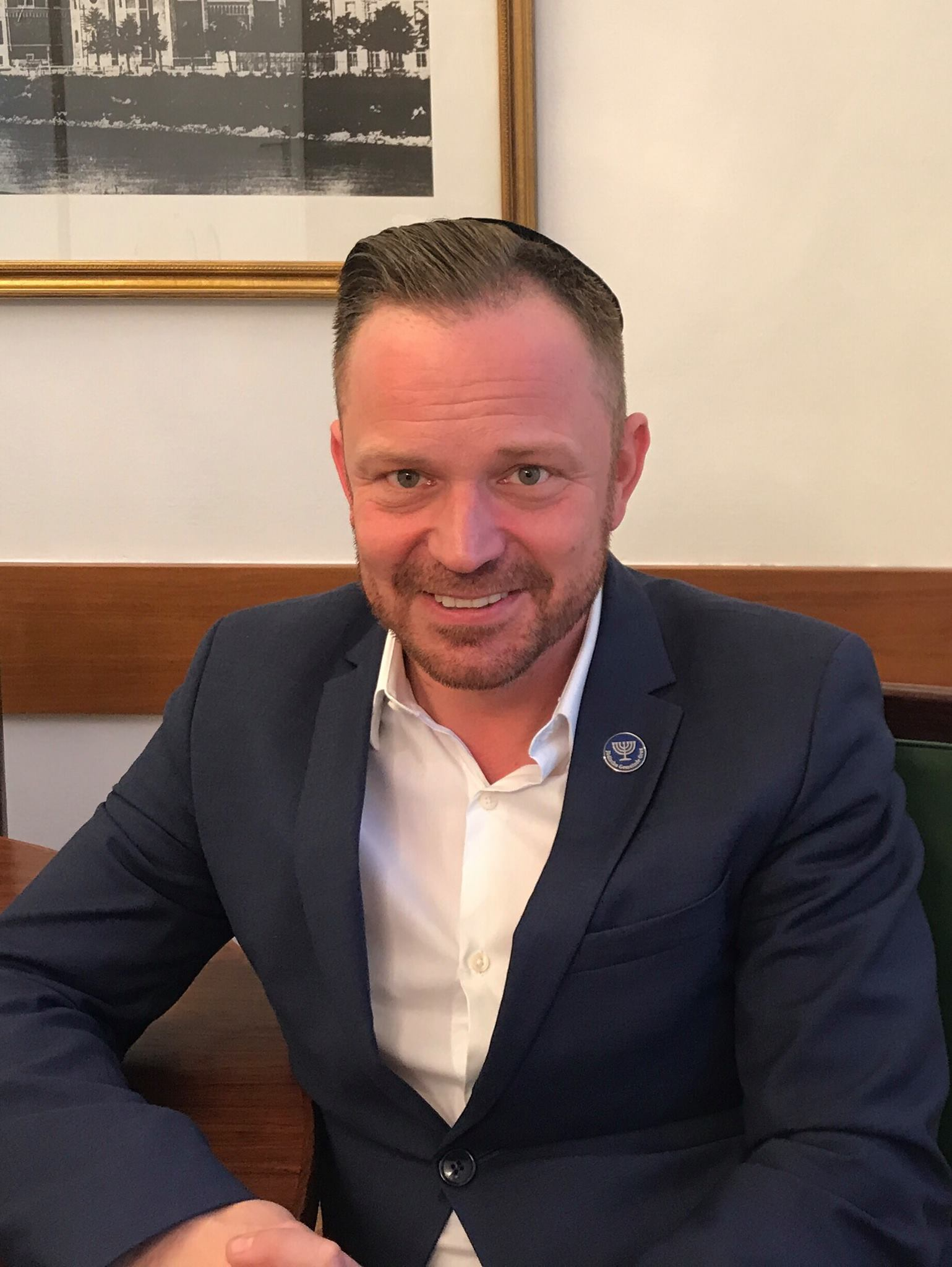
Elie Rosen, 2018

Elie Rosen (geb. 2. März 1971 in Mödling als Thomas Eliezer Schärf) ist ein österreichischer Jurist, Betriebswirt und Vertreter des österreichischen und slowenischen Judentums. Seit 2012 ist Rosen Vizepräsident des Bundesverbandes der Israelitischen Kultusgemeinden Österreichs, seit 2021 Vizepräsident der Israelitischen Religionsgesellschaft Österreichs. Seit Mai 2022 ist er Präsident der traditionellen, orthodoxen Jüdischen Gemeinde Sloweniens. Seit Januar 2023 ist er Präsident der Israelitischen Kultusgemeinde Salzburg.

## Leben
Gemeinsam mit seinem Großcousin, dem Wiener Maler Georg Chaimowicz, trat Rosen Ende der 1980er Jahre gegen den Abriss der Badener Synagoge auf und verhinderte die Auflösung der Jüdischen Gemeinde Baden bei Wien.
Im Jahr 1998 wurde er zum Präsidenten der Jüdischen Gemeinde Baden gewählt. Rosen erreichte gemeinsam mit dem Präsidenten der Israelitischen Kultusgemeinde Wien, Ariel Muzicant, 2002 die Wiederinstandsetzung der Badener Synagoge aus Mitteln der öffentlichen Hand. Im selben Jahr wurde das Zentrum für Interkulturelle Begegnung Baden, dem er bis Februar 2024 auch als Geschäftsführer vorstand. Zeitgleich legte Rosen nach mehr als 25 Jahren auch das Amt des Präsidenten der Jüdischen Gemeinde Baden zurück. Rosen war von 2002 bis 2023 Mitglied des Vorstandes der Israelitischen Kultusgemeinde Wien, sowie Vorstandsmitglied des Bundesverbandes der Israelitischen Kultusgemeinden Österreichs. 2003 trat er als Sprecher der Jüdischen Gemeinden Österreichs beim Verfassungskonvent in Erscheinung.
2004 wurde Rosen durch Bundesministerin Maria Rauch-Kallat zum Vorsitzenden des Senates II der nunmehr im österreichischen Bundeskanzleramt angesiedelten Gleichbehandlungskommission ernannt. Er zeichnete in dieser Funktion für die Behandlung behaupteter Diskriminierungen aufgrund der ethnischen Herkunft, der Religion, des Alters sowie der sexuellen Orientierung in der Arbeitswelt verantwortlich und bekleidete dieses Amt bis 2016. Im Jahre 2008 wurde Rosen als Richter an den neu eingerichteten Asylgerichtshof berufen, von 2014 bis 2017 fungierte er als Richter des Bundesverwaltungsgerichtes in Wien. Seit 2017 ist er als freier Konsulent tätig.
Für sein Engagement für Verständigung und Toleranz sprach ihm die Niederösterreichische Landesregierung 2007 Dank und Anerkennung aus. Anlässlich des 70. Jahrestages der Novemberpogrome 1938 wurde Rosen durch die Stadt Baden mit dem Silbernen Stadtwappen ausgezeichnet.
Seit 2002 gehört Rosen dem Vorstand des Bundesverbandes der Israelitischen Kultusgemeinden Österreichs an, am 29. November 2012 wurde er zu dessen Vizepräsidenten gewählt. Am 20. März 2016 wurde er seitens der Israelitischen Kultusgemeinde Wien dals Geschäftsträger auch mit der Führung der Jüdischen Gemeinde Graz für die Bundesländer Steiermark, Kärnten und das südliche Burgenland betraut, der er nunmehr auch als Präsident vorsteht. Im Oktober desselben Jahres wurde er zudem zum Vorstand der Jüdischen Kultusstiftung für Steiermark, Kärnten und das Südburgenland berufen. Am 25. Februar 2021 wurde Rosen zum Vizepräsidenten der Israelitischen Religionsgesellschaft Österreichs gewählt. Auf seinen Einfluss und nachhaltiges Engagement ist auch die mit 1. Dezember 2016 erfolgte Wiedererrichtung des 1938 aufgelösten steirischen Landesrabbinates und die Bestellung des Wiener Rabbiners Schlomo Hofmeister zum steirischen Landesrabbiner und Oberrabbiner von Graz zurückzuführen. Rosens Arbeit für die Jüdische Gemeinde in Graz ist deutlich von einem Ausbau der religiösen Aktivitäten geprägt und erreichte in kurzer Zeit eine Stabilisierung der fast in Auflösung begriffen gewesenen Jüdischen Gemeinde. Seine Amtszeit ist zudem durch eine verstärkte, repräsentative Präsenz der Jüdischen Gemeinde im öffentlichen Leben der steirischen Landeshauptstadt und eine deutliche Öffnung nach außen gekennzeichnet.
Von Nachhaltigkeit und Diversität geprägt ist auch die Arbeit Rosens für die Jüdische Gemeinde Graz auf pädagogischem und kulturellem Gebiet. Auf seine beharrlichen Interventionen und Bemühungen ist etwa auch zurückzuführen, dass die sterblichen Überreste der unter dem Künstlernamen Madame d’Ora bekannt gewordenen Fotografin Dora Kallmus am 24. Oktober 2019 im steirischen Frohnleiten exhumiert und nach dem Jüdischen Friedhof Graz überführt werden konnten, auf dem sie am selben Tage in einem Ehrengrab wieder beigesetzt wurden.
Rosen tritt in der Öffentlichkeit konsequent für die Interessen des Staates Israel und gegen die antiisraelische BDS-Bewegung ein, er ist erklärter Zionist. Auf sein Betreiben ist es im Wesentlichen zurückzuführen, dass die Landeshauptstadt Graz sowie das Land Steiermark 2019 bzw. 2020 Resolutionen gegen Antisemitismus und die BDS-Bewegung beschlossen haben. 2023 lud der Präsident der Jüdischen Gemeinde Graz die kommunistische Grazer Bürgermeisterin Elke Kahr sowie die Gemeinderats-Mandatarinnen und Mandatare der KPÖ von der Gedenkfeier zum 85. Jahrestags der Novemberpogrome 1938 in der Grazer Synagoge aus. Rosen kritisierte im Lichte des am 7. Oktober 2023 erfolgten Angriffes auf Israel die „über die Jahre hindurch gefestigte, unmissverständliche Positionierung der Grazer KPÖ gegenüber dem jüdischen Staat“.
Am 22. August 2020 wurde Rosen vor dem jüdischen Gemeindehaus von einem Syrer mit einem Stuhlbein attackiert, konnte sich aber in sein Auto retten. Einige Tage zuvor waren die Ostmauer der Synagoge sowie das jüdische Gemeindehaus großflächig mit propalästinensischen Parolen beschmiert und mehrere Fensterscheiben eingeworfen worden. Einen Tag nach dem Angriff auf Rosen wurde ein tatverdächtiger 31-Jähriger festgenommen, dem auch die Sachbeschädigungen an der Synagoge angelastet werden. Der syrische Staatsbürger gestand die Straftaten und gab abgrundtiefen Hass auf Israel und Juden als Motiv dafür an.
Im August 2021 gaben Rosen und der Vizepräsident der Jüdischen Gemeinde Sloweniens, Igor Vojtic, die Gründung des Verbandes der Jüdischen Gemeinden von Graz und Laibach bekannt. Die Föderation ist ein in dieser Form in Europa einzigartiger supranationaler Zusammenschluss jüdischer Gemeinden mit dem Ziel, das jüdische Gemeindeleben beider Entitäten zu stärken und auszubauen.
Am Jahrestag der Novemberpogrome 1938 eröffnete die Föderation am 9. November 2021 auf Initiative und nach Plänen von Rosen in der slowenischen Hauptstadt die Synagoge Laibach, als erstes permanentes jüdisches Bethaus in Sloweniens. Am 12. Mai 2022 wurde Rosen schließlich zum Präsidenten der Judovsko združenje Slovenije – skupnost tradicionalnih Judov, der Jüdischen Gemeinde Sloweniens – Union traditioneller Juden, gewählt.
Seit 8. Januar 2023 ist Rosen auch Präsident der Israelitischen Kultusgemeinde Salzburg. In diesem Amt folgte er Hanna Feingold, der Witwe des 2019 im Alter von 106 Jahren verstorbenen Langzeitpräsidenten Marko Feingold, nach.

## Kontroversen
Im Dezember 2020 warf der Grazer Völkerrechtsexperte Wolfgang Benedek Elie Rosen vor, sich Gesprächen zu verweigern und gemeinsam mit der FPÖ sowie der Kronen Zeitung eine Kampagne gegen ihn zu führen. Hintergrund war, dass Benedek – im Einklang mit einem Urteil des EGMR – das Menschenrecht auf Meinungsäußerungsfreiheit auch für Mitglieder der BDS-Bewegung und deren Kritik an Israel verteidige. Zudem habe Rosen die Zusammenarbeit mit einer von Benedek eingerichteten und geleiteten Arbeitsgruppe Antisemitismus des Menschenrechtsbeirats der Stadt Graz abgelehnt, da Benedek nicht das Vertrauen der Zielgruppe habe und Kontakte mit Organisationen pflege, die nicht als judenfreundlich bekannt seien. Diese Vorwürfe bezeichnete Benedek wiederum als lächerlich. Darüber hinaus bezeichnete Benedek mehrere von Rosen über ihn getätigte Behauptungen als „potenziell rufschädigend“ und wies die ihm von Rosen zugeschriebenen Meinungen entschieden zurück.

## Publikationen
- Jüdisches Leben in Baden: von den Anfängen bis zur Gegenwart. Mandelbaum Verlag, Wien 2005, ISBN 978-3-85476-164-8. 2. Auflage: Metroverlag, Wien, 2013, ISBN 978-3-99300-150-6.
- Die Badener Gründerzeitsynagoge. Jüdische Gemeinde Baden, 1990.
- Jüdisches Graz: Blick in die Gegenwart. Limbus Verlag, Innsbruck 2021, ISBN 978-3-99039-204-1.
- Jüdisches Baden: Entdeckungsreisen – Spurensuche – Stadtwanderungen. Amalthea-Signum, Wien 2022, ISBN 978-3990502273.
- Beit Ha’Chajim – Haus des Lebens: Der jüdische Friedhof von Graz. Vom Tod und Sterben im Judentum. Wien 2022, ISBN 978-3990502280.
- Im Tod liegt die Unendlichkeit – Der jüdische Friedhof von Baden bei Wien. Vom Tod und Sterben im Judentum. Amalthea-Signum, Wien 2023, ISBN 978-3990502457.
- Workshops gegen Antisemitismus (Hrsg.). Selbstverlag der Jüdischen Gemeinde Graz, Graz 2023

## Auszeichnungen
- 2024: Großes Ehrenzeichen des Landes Steiermark[20]
- 2024: Goldenes Komturkreuz des Ehrenzeichens für Verdienste um das Bundesland Niederösterreich[21]